# Daniel Roth (relojes)
Daniel Roth es un fabricante de relojes de pulsera con sede en el Valle de Joux, Suiza. La empresa fue creada por Daniel Roth en 1989 y fue adquirida por el Grupo Bulgari en 2000.
La firma Daniel Roth tiene sus talleres en Le Sentier y en Ginebra, que comparte con su empresa hermana Gerald Genta.
La marca es conocida por sus relojes complejos y detallados, incluido un tourbillon con una reserva de marcha de 8 días, el calendario perpetuo instantáneo y una gran sonería que reproduce la melodía del carillón de Westminster. Produce el único reloj de pulsera automático con sonería de cuatro gongs.

## Historia

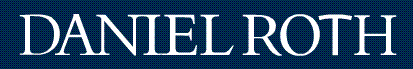
Antiguo logo de la compañía

En 2015 se detuvo la producción de los relojes, pero en 2023 se anunció que la marca se relanzaría, pero con una producción exclusiva de menos de 100 unidades al año. Las piezas se producirían en la fábrica de relojes La Fabrique du Temps en Suiza, que anteriormente solo fabricaba relojes de la marca Louis Vuitton.